# Flüstern

Flüstern

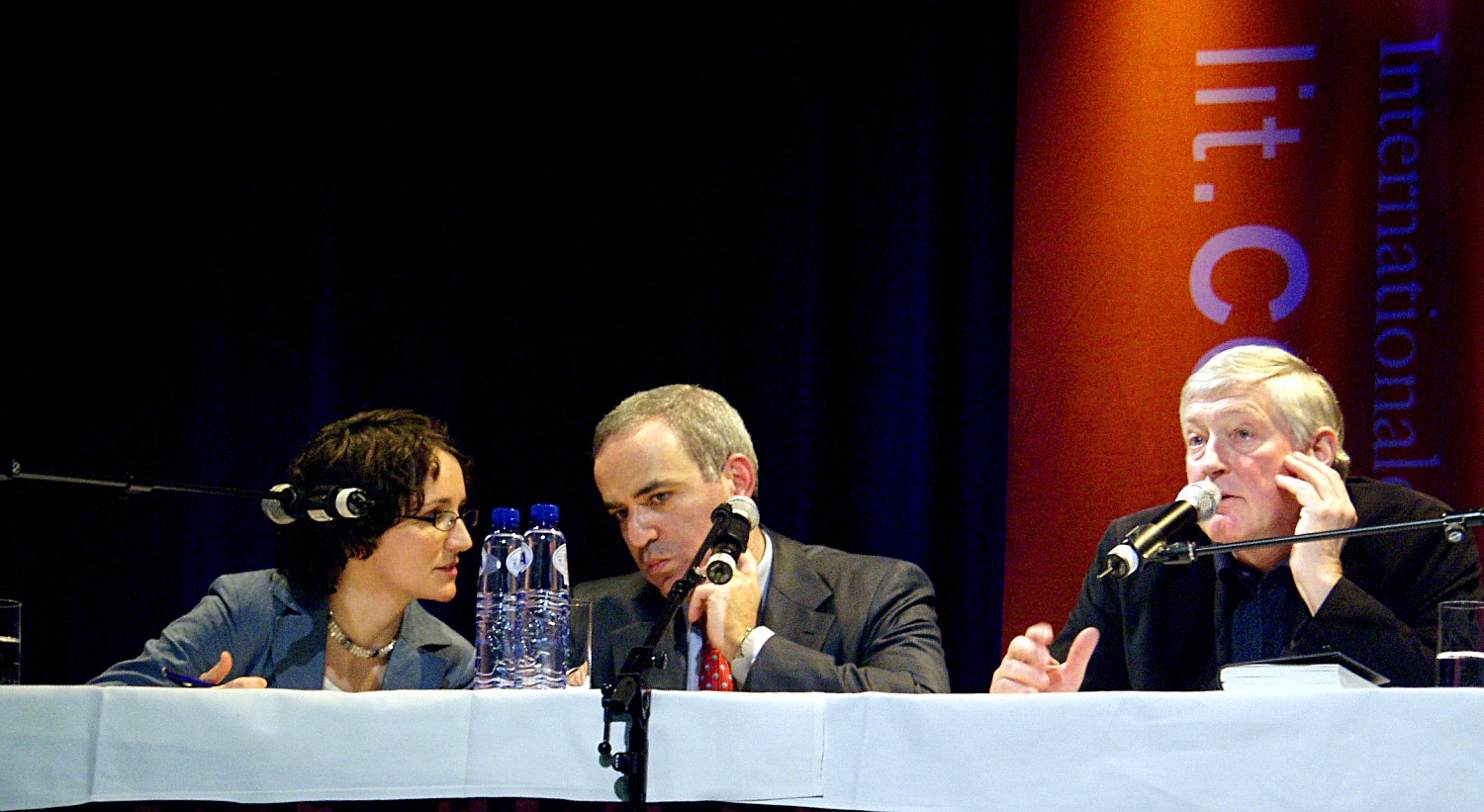
Flüsterdolmetschen: Eine Dolmetscherin (links) flüstert Garri Kasparow (Mitte) eine Übersetzung zu

Das Flüstern, auch Wispern, Wispeln, Pispern oder Fispern genannt, ist eine Art des stimmlosen Sprechens, bei der die Sprachlaute nicht mit Schwingungen im Kehlkopf, dem Klang der Stimme, gebildet werden. Beim Flüstern handelt es sich im Gegensatz zur Stimme um ein Geräusch und keinen Ton. Die Stimmlippen stehen beim Flüstern in Paramedianstellung. Die aus der Lunge strömende Luft reibt an den Stimmlippen, und es entsteht ein Geräusch (Flüstern). Entgegen der verbreiteten Annahme ist Flüstern nicht stimmschonend.
Trotz des Fehlens charakteristischer Spektralbereiche der menschlichen Stimme ist automatische Spracherkennung von Geflüstertem mit heutiger Technik möglich. Ein Zuhörer kann flüsternd gesprochene Worte ebenfalls verstehen.
Flüstern hat einen Schalldruck von ca. 30 dB(A). Weiterhin gibt es noch das sogenannte Pseudoflüstern, bei dem nur die im Mund vorhandene Luft ausartikuliert wird.
Tonsprachen, bei denen die Bedeutung von gesprochenen Wörtern von der Tonhöhe abhängt, können auch durch Flüstern weitgehend verständlich übermittelt werden, weil anstelle der fehlenden Tonhöhenschwankungen ein variabler subglottischer Druck und eine Änderung der Geräuschfarbe diese Bedeutungsunterscheidung übernehmen.
Ein besonderer geflüsterter Gesangsvortrag kommt in der Musik der ostafrikanischen Länder Burundi und Ruanda vor. Die fehlenden Tonhöhen der dortigen Tonsprachen ersetzt der Musiker, indem er seinen geflüsterten Text auf der Trogzither Inanga begleitet. Beim Zuhörer erzeugt der exakt rhythmisch koordinierte Zusammenklang von Flüstern und Saitentönen die Illusion einer Gesangsstimme.